# Ophrys rechingeri
Ophrys rechingeri là một loài thực vật có hoa trong họ Lan. Loài này được Soó mô tả khoa học đầu tiên năm 1926.